# Ca l'Ametlla
Ca l'Ametlla és una obra d'Argentona (Maresme) inclosa a l'Inventari del Patrimoni Arquitectònic de Catalunya.

## Descripció
És un casal de finals de segle xv molt restaurat amb porta dovellada de bella pedra d'ull de serp i diverses finestres gòtiques, conopials, dels segles XV i XVI, del mateix material. Planta baixa i dos pisos. Està situat en un angle de la plaça de l'església.
Aquesta casa, parcialment enderrocada durant la guerra civil, fou adquirida i reconstruïda vers la dècada dels anys cinquanta per Joan Rectoret i Rigola, que a la seva mort la donà a la vila com a seu del Museu del Càntir. El museu, que aplega uns 1400 càntirs, és regit pel Patronat d'Amics del Museu. i des del juliol de l'any 2000 s'ha traslladat a l'antiga Casa de la Cultura, a la plaça de l'Església número 9.